# ジャベリン (ロケット)

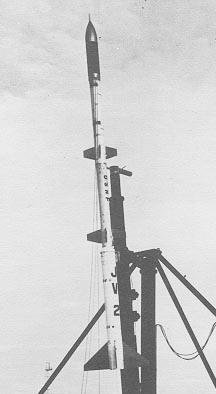
Argo-D4 (Javelin)

ジャベリン（英: Javelin, Argo D-4）はアメリカ合衆国の観測ロケット。1959年から1976年にかけて使用された4段式固体燃料ロケット。
元々は高高度核爆発の後に宇宙空間での放射線を測定するミッションに使用するため、アメリカ空軍がジェイソンの後継として開発した。
その後NASAが高高度亜宇宙空間での様々な科学実験に使用している。1978年退役。

## 性能
- 全重量: 3,385 kg
- ペイロード: 57 kg
- 全長: 14.80 m
- 直径: 0.58 m
- 翼長: 2.62 m
- 推力: 365.00 kN
- 高度: 1,100 km